# Carlos Alexandre Torres
Carlos Alexandre Torres (geboren am 22. August 1966 in Rio de Janeiro, Brasilien) ist ein ehemaliger  brasilianischer Fußballspieler.

## Karriere
Der 1,87 Meter große Abwehrspieler begann seine Karriere beim Jugendverein Fluminense FC, bei welchem er für fünf Jahre unter Vertrag stand. Nach fünf Jahren wechselte er in die erste Liga des gleichen Vereins, bei welchem er im ersten Jahr ein torloses Ligaspiel bestritt. Von 1986 bis 1987 absolvierte er 21 torlose Ligaspiele. 1988 nahm er an acht Ligaspielen teil und traf einmal ins Tor. 18 torlose Ligaspiele bestritt er 1989. Im nächsten Jahr absolvierte er 18 Ligaspiele und schoss zwei Tore. In seinem letzten Jahr nahm er an 18 torlosen Ligaspielen teil. Für die nächsten drei Jahre unterzeichnete er einen Vertrag beim Verein CR Vasco da Gama, bei welchem er nie ein Tor erzielte. 1992 nahm er an 17, 1993 absolvierte er zehn und im letzten Jahr bestritt er 19 Ligaspiele.
Nach neun Jahren in Brasilien wechselte er zum japanischen Verein Nagoya Grampus, bei welchen er für vier Jahre unter Vertrag stand. In seinem ersten Jahr nahm er an 36 Ligaspielen teil und beförderte sechs Pässe ins Tor. Zudem nahm er an vier torlosen Spielen des Kaiserpokals teil. 1996 absolvierte er 29 Ligaspiele und schoss zwei Tote. Des Weiteren nahm er an einen torlosen Spiel des Kaiserpokals und 13 torlose Spiele des J. League Cup. Im nächsten Jahr bestritt er, wie im Vorjahr 29 Ligaspiele und beförderte zwei Pässe ins Tor. An einem torlosen Spiel des Kaiserpokal sowie 10 Spiele des J. League Cups teil und beförderte einen Pass ins Tor. 1998 absolvierte er 24 torlose Ligaspiele sowie jeweils vier torlose Spiele des Kaiserpokals und des J. League Cups. In seinem letzten Jahr beim Verein bestritt er 24 Ligaspiele und beförderte einen Pass ins Tor. Außerdem nahm er an vier Spielen des Kaiserpokals und des J. League Cups teil, beim ersten schoss er ein, beim zweiten Tor(e).
Sein letzter Verein war der Verein CR Vasco da Gama, bei welchem er für zwei Jahre unter Vertrag stand, 10 Ligaspiele absolvierte, jedoch nie ins Tor traf.